# Dascyllus trimaculatus
Dascyllus trimaculatus es una especie de peces de la familia Pomacentridae en el orden de los Perciformes.

## Morfología
Los machos pueden llegar alcanzar los 11 cm de longitud total.

## Hábitat
Es un pez de mar.

## Distribución geográfica
Se encuentra desde el Mar Rojo y el África Oriental hasta las Islas de la Línea, Pitcairn, el sur del Japón y Australia (hasta Sídney).

## Galería

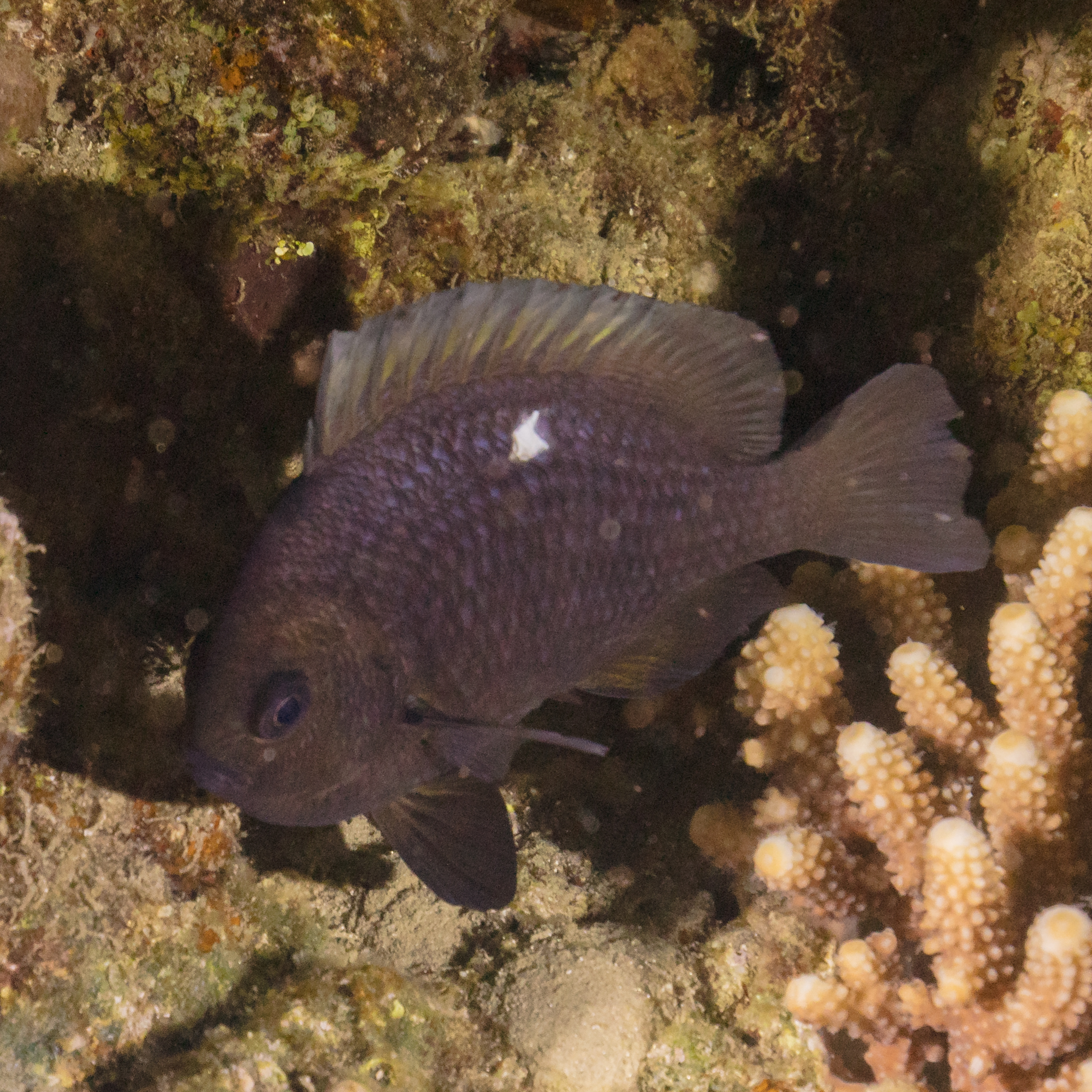
Ejemplar en el mar Rojo.
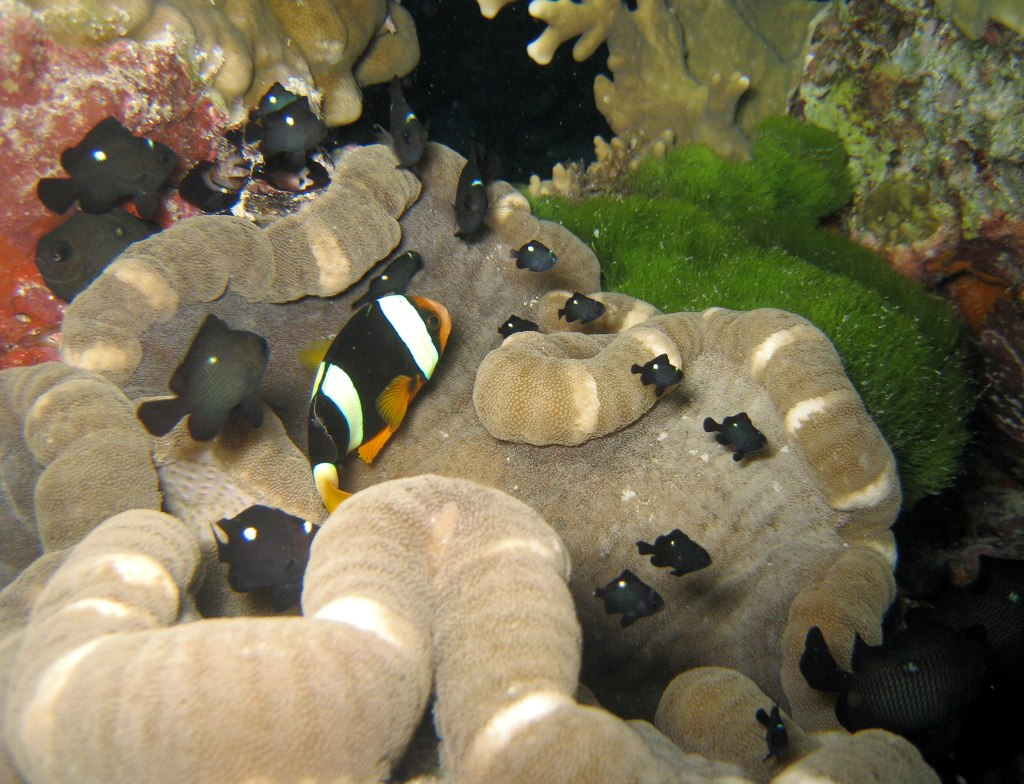
D. trimaculatus y Amphiprion clarkii en Cryptodendrum adhaesivum.
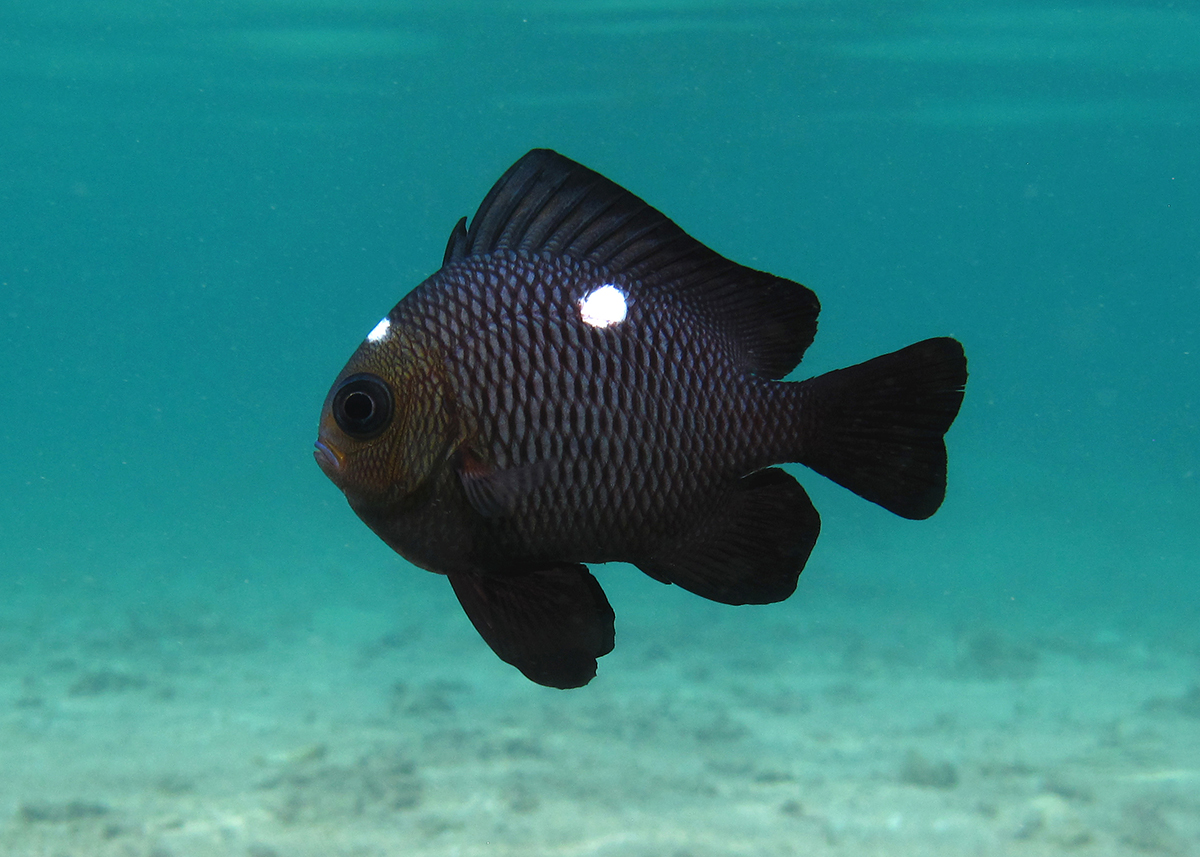
Ejemplar juvenil en Reunión.
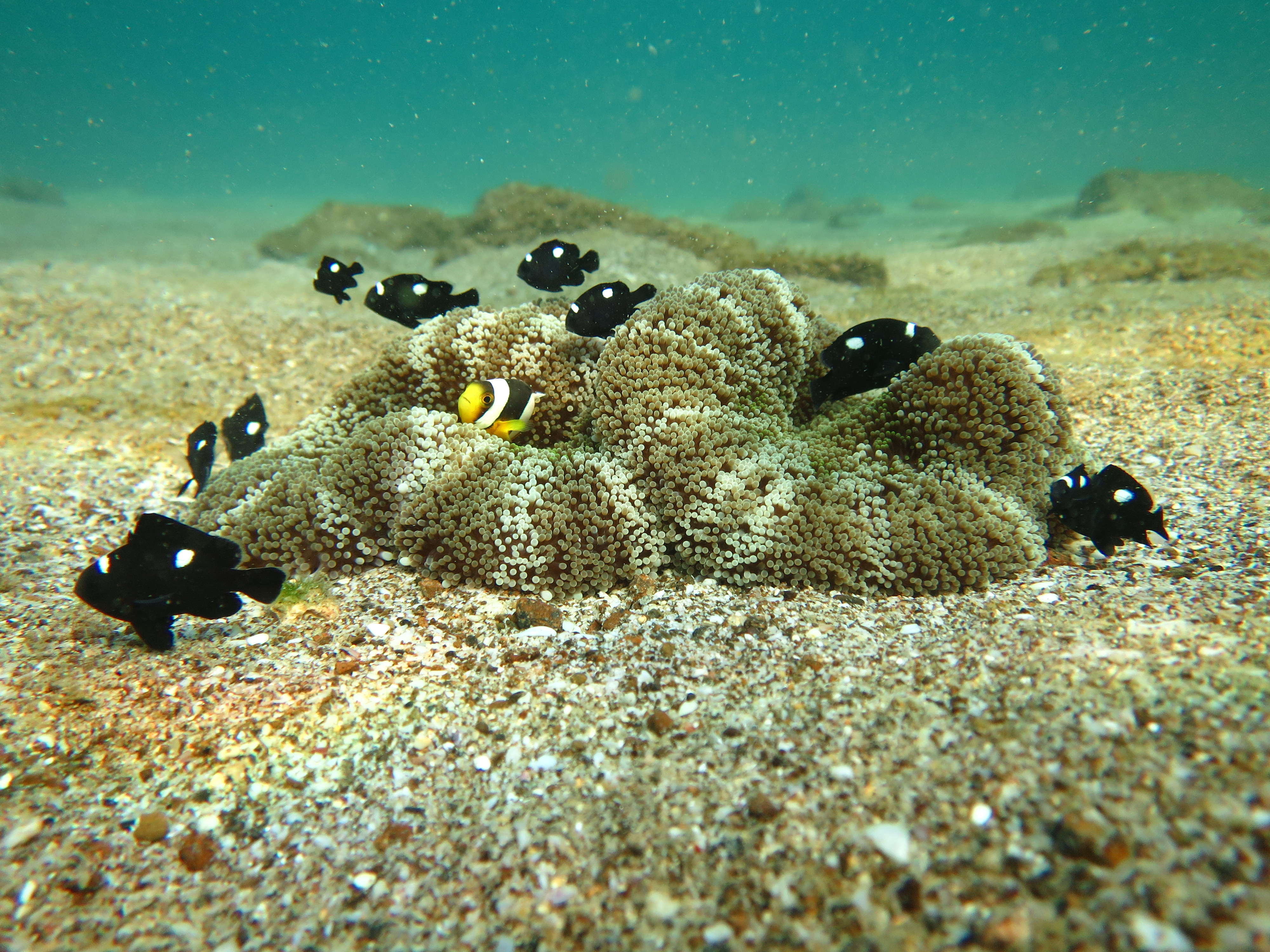
D. trimaculatus y Amphiprion sebae en Stichodactyla haddoni.
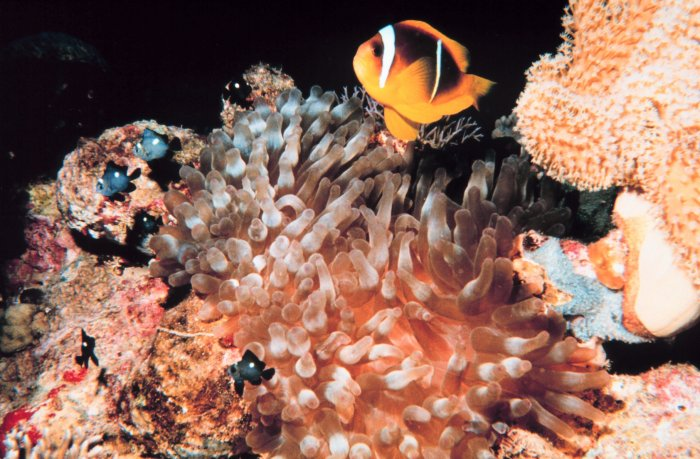
D. trimaculatus en anémona Entacmaea quadricolor con Amphiprion bicinctus.
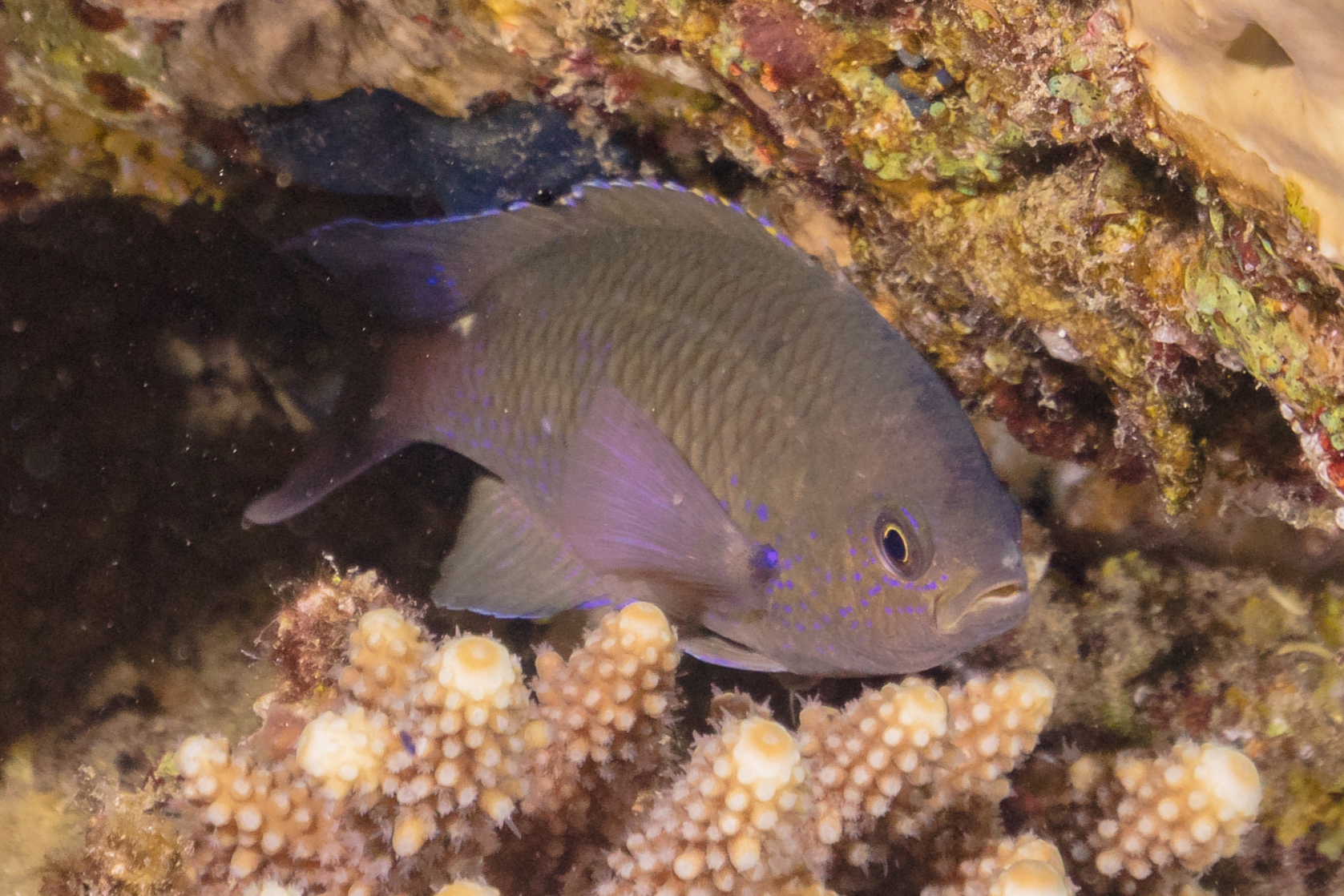
Primer plano.
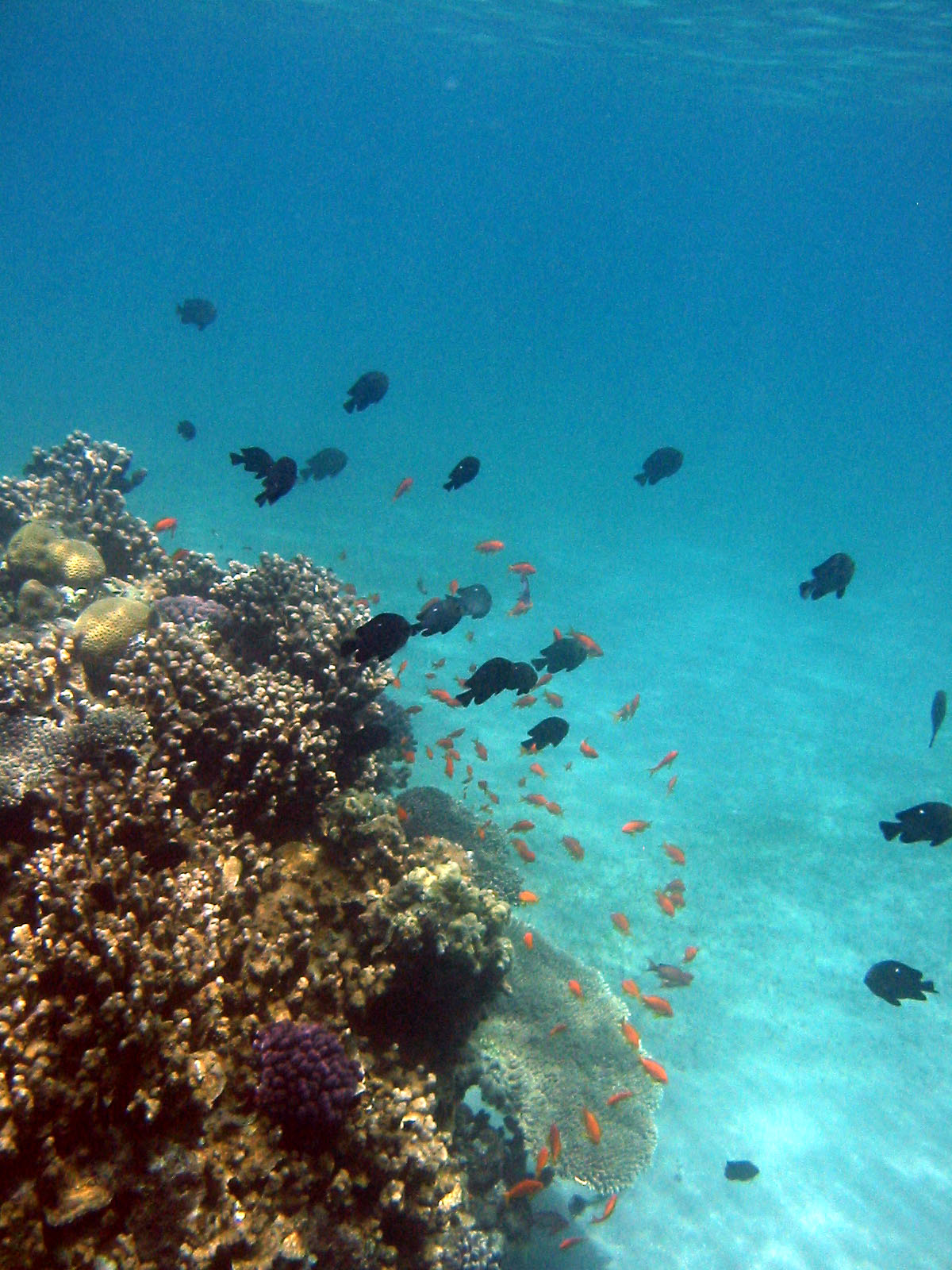
Cardumen.